# UEFA Champions League finalen 2005
Champions League finalen 2005 i fodbold fandt sted 25. maj 2005 på Atatürk Stadion i Istanbul, Tyrkiet. Kampen stod mellem AC Milan og Liverpool FC og endte 3-3 efter forlænget spilletid. Liverpool blev mestre ved at vinde den efterfølgende straffesparkskonkurrence 3-2. Sejren var den femte finalesejr for Liverpool, og klubben fik som følge heraf pokalen permanent.

## Forløb
På forhånd var Milan af de fleste regnet for favorit, og holdet var efter første halvleg foran med 3-0 på et mål af Paolo Maldini (efter blot 52 sekunders spil) og to af Hernan Crespo. Imidlertid lykkedes det Liverpool på blot syv minutter i anden halvleg at udligne med mål af Steven Gerrard, Vladimir Šmicer og Xabi Alonso. Den forlængede spilletid gav ikke yderligere scoringer, og kampen måtte afgøres med straffesparkskonkurrence.
Danske Jon Dahl Tomasson blev indskiftet efter 85 minutter for Milan, men formåede ikke at ændre ved resultatet. Han scorede dog i straffesparkskonkurrencen for sit hold.
| AC Milan                         | Liverpool FC                   |
| -------------------------------- | ------------------------------ |
| Serginho - scorede ikke          | Dietmar Hamann - scorede       |
| Andrea Pirlo - scorede ikke      | Djibril Cissé - scorede        |
| Jon Dahl Tomasson - scorede      | John Arne Riise - scorede ikke |
| Kaká - scorede                   | Vladimír Šmicer - scorede      |
| Andrej Sjevtjenko - scorede ikke |                                |

## Trivia
- Paolo Maldinis mål er det hurtigst scorede i en Champions League-finale, og med sine 36 år er han den ældste målscorer i en finale.
- Dietmar Hamann spillede en del af kampen med en brækket fod, men scorede ikke desto mindre i straffesparkskonkurrencen.
- Med stillingen 3-0 ved pausen kunne man spille på sejr til Liverpool til odds 350-1.
- Der måtte dispensation fra reglerne til for at give Liverpool mulighed for at forsvare sin titel det følgende år, da holdet med en femteplads i ligaen ikke havde kvalificeret sig direkte, og finalesejren heller ikke gav direkte adgang. Dispensationen betød, at holdet måtte starte fra allerførste kvalifikationsrunde. Holdet nåede alligevel til ottendelsfinalen, hvor det blev til nederlag til Benfica.